# Лісабонське повстання
Лісабо́нське повста́ння (порт. revolta de Lisboa) — збройний виступ мешканців Лісабона 6 грудня 1383 року проти легітимної португальської королеви-регентші Леонори. Відбулося на початку португальської династичної кризи, яка загрожувала Португалії втратою незалежності й приєднанням до сусідньої Кастилії.. Було першим збройним зіткненням прокастильської та антикастильської (патріотичної) партій. На чолі першої стояли королева Леонора, її донька-інфанта Беатриса, наречена кастильського короля Хуана І, та оренський граф Андейро; їх підтримувала португальська аристократія і вище духовенство. Патріотичну партію очолював авіський магістр Жуан, бастард покійного короля Педру I, майбутній король Португалії; його підтримувала дрібна шляхта, міщани і нижче духовенство. Приводом до повстання стало вбивство магістром графа Андейро у королівському палаці. Лісабонці перебили кастильських представників, зокрема лісабонського єпископа-кастильця Мартіна Саморського, і взяли під арешт королеву-регентшу. Повсталі проголосили Жуана «захисником і управителем Королівства», який через 10 днів сформував новий уряд. Леонора зуміла втекти зі столиці до Аленкера, звідки запросила допомоги у свого зятя, кастильського короля. 1384 року він розпочав вторгнення до Португалії, кульмінацією якого стала облога Лісабона. Також – Лісабонська революція (порт. revolução de Lisboa), народна революція (порт. revolução popular) тощо.

## Передумови
22 жовтня 1383 року помер брат Жуана, король Фернанду І. Це спричинило дворічну династичну кризу. Малолітня донька покійного короля Беатриса була заручена із кастильським королем Хуаном І. Від її імені Португалією правила королева-матір Леонора Телеш, що займала посаду регента королівства. За умовами Салватеррського договору після досягнення повноліття Беатриси корона Португалії переходила її нащадкам, народженим у шлюбі з Хуаном. Це означало фактичне поглинання країни Кастилією. Через неприязнь до королеви-регентші та страх перед втратою незалежності португальські міщани та дрібна шляхта сформували патріотичну партію. Вони вимагали передати корону авіському магістру Жуану як синові короля Педру.

## Перебіг
6 грудня 1383 року в столиці, за намовлянням канцлера Алвару Пайша, Жуан убив Хуана де Андейро, коханця королеви-регентші Леонори, голову про-кастильської партії в уряді. Канцлер віддав розпорядження, аби усі дзвони міста сповістили цю радісну звістку. Єпископ Мартін Саморський відмовився виконувати наказ й заперся на сім замків у Лісабонському соборі. Це сильно розлютило мешканців столиці. Мер Сілвештре Ештевеш разом із членами магістрату залізли на соборну башту за поясненнями. Коли ж Мартін проігнорував їх, розгніваний натовп скинув його додолу. Єпископ розбився у дворі. Бунтарі роздягали його і закидали камінням як «розкольника» і «кастильця». Потім його оголене тіло протягли міськими вулицями і кинули на поталу собакам на площі Россіу.
Повстанці заарештували королеву-регентшу Леонору, але згодом вона втекла до сусіднього Аленкера. Алвару Пайш запропонував їй мир, поставивши умовою шлюб регентші із авіським магістром Жуаном. Леонора відхилила пропозицію, боячись зрадити союз із Кастилією. 
8 грудня в монастирі Сан-Домінгуш лісабонський простолюд проголосив Жуана правителем і захисником королівства, й змусив патриціат столиці перейти на бік магістра.

## Наслідки
16 грудня 1383 року Жуан сформував новий орган для управління справами столиці — дім двадцяти чотирьох. Це була перша Лісабонська міська рада, що складалася з 24 представників від 12 столичних цехів. Цей орган проіснував аж до 1834 року.